# Bundestagswahlkreis Delmenhorst – Wesermarsch – Oldenburg-Land
Der Bundestagswahlkreis Delmenhorst – Wesermarsch – Oldenburg-Land (Wahlkreis 28) ist ein Wahlkreis in Niedersachsen für die Wahlen zum Deutschen Bundestag. Er umfasst die Stadt Delmenhorst sowie die Landkreise Wesermarsch und Oldenburg.

## Wahlkreisgeschichte
Der Wahlkreis war bei der Bundestagswahl 1949 die Nummer 7 der niedersächsischen Wahlkreise. Danach erhielt er die bundesweite Wahlkreisnummer 29. Für die Bundestagswahlen 1965 bis 1998 bekam er die Nummer 23, von 2002 bis 2009 die Nummer 29 und zur Wahl 2013 die Nummer 28. Bei den Bundestagswahlen 1949 bis 1983 hieß der Wahlkreis Delmenhorst – Wesermarsch.
Ursprünglich umfasste der Wahlkreis, wie auch heute, das Gebiet der Stadt Delmenhorst und des Landkreises Wesermarsch. Vom Landkreis Oldenburg gehörten damals lediglich die Gemeinden Dötlingen, Ganderkesee, Hasbergen, Hude, Schönemoor, Stuhr und Wildeshausen zum Wahlkreis Delmenhorst-Wesermarsch und die übrigen Gemeinden des Landkreises Oldenburg zum Wahlkreis Oldenburg – Ammerland. Vor der Bundestagswahl 1976 kam noch das Gebiet der am 1. Juli 1972 in die Gemeinde Hude eingegliederten ehemaligen Gemeinde Wüsting hinzu. Im Zuge der Neugliederung der Wahlkreise vor der Bundestagswahl 1980 wurde schließlich das gesamte Gebiet des Landkreises Oldenburg dem Wahlkreis Delmenhorst – Wesermarsch zugeschlagen, der dann vor der Bundestagswahl 1987 auch seinen heutigen Namen erhielt.

## Wahlkreisabgeordnete
| Wahl | Abgeordneter | Abgeordneter          | Partei | Stimmen in % |
| ---- | ------------ | --------------------- | ------ | ------------ |
| 1949 |              | Fritz Ohlig           | SPD    | 31,7         |
| 1953 |              | Hermann Ehlers        | CDU    | 53,8         |
| 1957 |              | J. Hermann Siemer     | CDU    | 38,7         |
| 1961 |              | Heinrich Müller       | SPD    | 41,6         |
| 1965 |              | J. Hermann Siemer     | CDU    | 42,6         |
| 1969 |              | Heinrich Müller       | SPD    | 47,9         |
| 1972 | 57,7         | Heinrich Müller       | SPD    |              |
| 1976 | 51,5         | Heinrich Müller       | SPD    |              |
| 1980 |              | Margitta Terborg      | SPD    | 51,4         |
| 1983 | 46,7         | Margitta Terborg      | SPD    |              |
| 1987 | 48,8         | Margitta Terborg      | SPD    |              |
| 1990 | 45,4         | Margitta Terborg      | SPD    |              |
| 1994 | 48,3         | Margitta Terborg      | SPD    |              |
| 1998 |              | Holger Ortel          | SPD    | 55,0         |
| 2002 | 53,8         | Holger Ortel          | SPD    |              |
| 2005 | 50,1         | Holger Ortel          | SPD    |              |
| 2009 |              | Astrid Grotelüschen a | CDU    | 35,3         |
| 2013 |              | Astrid Grotelüschen   | CDU    | 39,8         |
| 2017 | 34,1         | Astrid Grotelüschen   | CDU    |              |
| 2021 |              | Susanne Mittag        | SPD    | 36,7         |
| 2025 |              | Bastian Ernst         | CDU    | 29,3         |

## Wahlergebnisse

### Bundestagswahl 2025
| Kandidaten                                             | Kandidaten                 | Parteien/Listen     | Erststimmen | Erststimmen | Zweitstimmen | Zweitstimmen |
| Kandidaten                                             | Kandidaten                 | Parteien/Listen     | Stimmen     | %           | Stimmen      | %            |
| ------------------------------------------------------ | -------------------------- | ------------------- | ----------- | ----------- | ------------ | ------------ |
|                                                        | Hamza Atilgan              | SPD                 | 48.627      | 26,5        | 43.836       | 23,8         |
|                                                        | Bastian Ernstgewählt im WK | CDU                 | 53.762      | 29,3        | 48.103       | 26,1         |
|                                                        | Christina-Johanne Schröder | GRÜNE               | 18.021      | 9,8         | 18.435       | 10,0         |
|                                                        | Christian Dürr             | FDP                 | 10.208      | 5,6         | 9.048        | 4,9          |
|                                                        | Kay-Helge Kanstein         | AfD                 | 35.331      | 19,2        | 35.955       | 19,5         |
|                                                        | Christian Suhr             | Die Linke           | 12.645      | 6,9         | 13.615       | 7,4          |
|                                                        | –                          | Tierschutzpartei    | –           | –           | 2.396        | 1,3          |
|                                                        | –                          | dieBasis            | –           | –           | 403          | 0,2          |
|                                                        | –                          | Die PARTEI          | –           | –           | 862          | 0,5          |
|                                                        | Carsten Jesußek            | FREIE WÄHLER        | 3.925       | 2,1         | 1.917        | 1,0          |
|                                                        | –                          | PIRATEN             | –           | –           | 289          | 0,2          |
|                                                        | –                          | Volt                | –           | –           | 1.062        | 0,6          |
|                                                        | –                          | PdH                 | –           | –           | 130          | 0,1          |
|                                                        | –                          | MLPD                | –           | –           | 30           | 0,0          |
|                                                        | Joachim Täufel             | BÜNDNIS DEUTSCHLAND | 1.025       | 0,6         | 354          | 0,2          |
|                                                        | –                          | BSW                 | –           | –           | 7.655        | 4,2          |
| Gesamt                                                 | Gesamt                     | Gesamt              | 183.544     | 100         | 184.090      | 100          |
|                                                        |                            |                     |             |             |              |              |
| Ungültige Stimmen                                      | Ungültige Stimmen          | Ungültige Stimmen   | 1.512       | 0,8         | 966          | 0,5          |
| Wähler                                                 | Wähler                     | Wähler              | 185.056     | 82,2        | 185.056      | 82,2         |
| Wahlberechtigte                                        | Wahlberechtigte            | Wahlberechtigte     | 225.017     |             | 225.017      |              |
|                                                        |                            |                     |             |             |              |              |
| Quellen: Die Bundeswahlleiterin, Kandidaten – Ergebnis |                            |                     |             |             |              |              |

### Bundestagswahl 2021
Zur Bundestagswahl 2021 treten folgende Kandidaten an:
| Direktkandidat             | Partei           | Erststimmen in % | Zweitstimmen in % |
| -------------------------- | ---------------- | ---------------- | ----------------- |
| Philipp Albrecht           | CDU              | 24,9             | 22,6              |
| Susanne Mittag             | SPD              | 36,7             | 34,3              |
| Christian Dürr             | FDP              | 10,7             | 11,5              |
| Adam Golkontt              | AfD              | 7,4              | 8,0               |
| Christina-Johanne Schröder | GRÜNE            | 13,1             | 14,8              |
| Christian Suhr             | DIE LINKE        | 3,0              | 3,1               |
| Kevin Laukenings           | Die PARTEI       | 1,6              | 1,0               |
| Dieter Holsten             | Freie Wähler     | 1,3              | 1,0               |
| Frank-Rüdiger Halt         | dieBasis         | 1,2              | 1,0               |
| Thomas Rappers             | LKR              | 0,1              | 0,0               |
| -                          | Tierschutzpartei | -                | 1,4               |
| -                          | PIRATEN          | -                | 0,4               |
| -                          | NPD              | -                | 0,1               |
| -                          | V-Partei³        | -                | 0,1               |
| -                          | ÖDP              | -                | 0,1               |
| -                          | MLPD             | -                | 0,0               |
| -                          | DKP              | -                | 0,0               |
| -                          | du.              | -                | 0,1               |
| -                          | Die Humanisten   | -                | 0,1               |
| -                          | Team Todenhöfer  | -                | 0,4               |
| -                          | Volt             | -                | 0,2               |

### Bundestagswahl 2017
Zur Bundestagswahl 2017 am 24. September waren 7 Direktkandidaten und 18 Landeslisten zugelassen.
| Direktkandidat             | Partei           | Erststimmen in % | Zweitstimmen in % |
| -------------------------- | ---------------- | ---------------- | ----------------- |
| Astrid Grotelüschen        | CDU              | 34,1             | 33,5              |
| Susanne Mittag             | SPD              | 32,9             | 28,2              |
| Christian Dürr             | FDP              | 9,0              | 10,1              |
| Christina-Johanne Schröder | GRÜNE            | 7,7              | 8,0               |
| Manuel Paschke             | DIE LINKE.       | 6,1              | 6,9               |
| –                          | PIRATEN          | –                | 0,4               |
| –                          | NPD              | –                | 0,3               |
| –                          | Tierschutzpartei | –                | 0,9               |
| –                          | MLPD             | –                | 0,01              |
| Herbert Sobierei           | AfD              | 9,0              | 9,7               |
| –                          | BGE              | –                | 0,1               |
| –                          | DiB              | –                | 0,1               |
| Johann Holsten             | FREIE WÄHLER     | 1,2              | 0,6               |
| –                          | DKP              | –                | 0,01              |
| –                          | DM               | –                | 0,2               |
| –                          | ÖDP              | –                | 0,1               |
| –                          | Die PARTEI       | –                | 0,8               |
| –                          | V-Partei³        | –                | 0,1               |

### Bundestagswahl 2013
Die Bundestagswahl 2013 fand am 22. September statt, zugelassen waren 10 Direktkandidaten und 14 Landeslisten.
| Direktkandidat      | Partei           | Erststimmen in % | Zweitstimmen in % |
| ------------------- | ---------------- | ---------------- | ----------------- |
| Astrid Grotelüschen | CDU              | 39,8             | 39,0              |
| Susanne Mittag      | SPD              | 39,3             | 34,1              |
| Angelika Brunkhorst | FDP              | 3,3              | 5,0               |
| Dragos Pancescu     | GRÜNE            | 6,1              | 8,1               |
| Thomas Bartsch      | DIE LINKE.       | 4,5              | 5,5               |
| Andreas Neugebauer  | PIRATEN          | 1,7              | 1,6               |
| Dennis Dormuth      | NPD              | 1,0              | 1,0               |
| –                   | Tierschutzpartei | –                | 0,9               |
| –                   | MLPD             | –                | 0,0               |
| Christian Pothin    | AfD              | 3,3              | 3,9               |
| –                   | pro Deutschland  | –                | 0,1               |
| –                   | REP              | –                | 0,1               |
| Arnold Hansen       | FREIE WÄHLER     | 0,8              | 0,7               |
| –                   | PBC              | –                | 0,0               |
| Harry Kowitz        | Bündnis 21/RRP   | 0,1              | –                 |

### Bundestagswahl 2009
| Direktkandidat          | Partei                | Erststimmen in % | Zweitstimmen in % |
| ----------------------- | --------------------- | ---------------- | ----------------- |
| Astrid Grotelüschen     | CDU                   | 35,3             | 31,2              |
| Holger Ortel            | SPD                   | 34,7             | 28,7              |
| Angelika Brunkhorst     | FDP                   | 10,1             | 14,5              |
| Werner Köhler           | Bündnis 90/Die Grünen | 9,0              | 10,5              |
| Edgar di Benedetto      | Die Linke             | 8,6              | 10,0              |
| –                       | Piraten               | –                | 1,8               |
| Florian Cordes          | NPD                   | 1,5              | 1,3               |
| –                       | Die Tierschutzpartei  | –                | 1,0               |
| Brigitte Ottilie Kaiser | RRP                   | 0,8              | 0,9               |
| –                       | ödp                   | –                | 0,1               |
| –                       | DVU                   | –                | 0,1               |
| –                       | MLPD                  | –                | 0,0               |

Astrid Grotelüschen legte ihr Mandat im April 2010 nieder, um niedersächsische Ministerin für Ernährung, Landwirtschaft, Verbraucherschutz und Landesentwicklung zu werden. Ewa Klamt rückte für sie am 29. April 2010 in den Bundestag nach.